# Потаповская (приток Ольшанки)
Потаповская (Потаповка) — река в Воронежской области России. Устье реки находится в 5 км от устья реки Ольшанки по левому берегу.
Длина реки составляет 11 км, площадь водосборного бассейна — 61,3 км².
Берёт начало в селе Ливенка. На реке расположены населённые пункты Казинка, Новая Покровка, Сапруновка, Катино, Никольское. Впадает в Ведугу близ села Новоникольское.

## Данные водного реестра
По данным государственного водного реестра России относится к Донскому бассейновому округу, водохозяйственный участок реки — Дон от города Задонск до города Лиски, без рек Воронеж (от истока до Воронежского гидроузла) и Тихая Сосна, речной подбассейн реки — бассейны притоков Дона до впадения Хопра. Речной бассейн реки — Дон (российская часть бассейна).
Код объекта в государственном водном реестре — 05010100812107000002228.